# Ганс-Фердинанд Гайслер
Ганс-Фердинанд Гайслер (нім. Hans-Ferdinand Geisler; 26 березня 1921, Кіль — 6 червня 1965) — німецький офіцер-підводник, оберлейтенант-цур-зее крігсмаріне.

## Біографія
1 жовтня 1938 року вступив на флот. З квітня 1941 року — 2-й вахтовий офіцер на підводному човні U-564. В червні-липні 1942 року пройшов курс командира човна. З 1 серпня по 20 вересня 1942 року — командир U-152, з 25 вересня 1942 по 28 січня 1943 року — U-21. З січня 1943 року — інструктор 1-ї навчальної дивізії підводних човнів. В червні-серпні 1943 року навчався у Військово-морську академії. З серпня 1943 по травень 1944 року — знову інструктор 1-ї навчальної дивізії підводних човнів. З 5 жовтня по 3 грудня 1944 року — командир U-3006. З грудня 1944 по січень 1945 року передував на лікуванні, після чого був переданий в розпорядження 4-ї флотилії. 15 лютого направлений на будівництво U-3049, яке до кінця війни не було завершене.

## Звання
- Кандидат в офіцери (1 жовтня 1938)
- Морський кадет (1 липня 1939)
- Фенріх-цур-зее (1 грудня 1939)
- Оберфенріх-цур-зее (1 серпня 1940)
- Лейтенант-цур-зее (1 квітня 1941)
- Оберлейтенант-цур-зее (1 січня 1943)

## Нагороди
- Залізний хрест
  - 2-го класу (29 липня 1941)
  - 1-го класу (9 березня 1942)
- Нагрудний знак підводника (29 серпня 1941)